# 科洛索夫卡區
56°27′52″N 73°36′41″E / 56.46444°N 73.61139°E
科洛索夫卡區（俄语：Колосовский район），是俄羅斯的一個區，位於該國西南部，由鄂木斯克州負責管轄，面積4,800平方公里，2010年人口12,803，人口密度每平方公里2.67人。